# Alexandra Jousset
Pour les articles homonymes, voir Jousset.
Alexandra Jousset est une journaliste et réalisatrice de documentaires française. 
En 2022, elle reçoit avec Ksenia Bolchakova le Prix Albert-Londres de l'audiovisuel pour leur reportage commun sur le Groupe Wagner.

## Biographie
Après des études de droit à l'Université Paris-Panthéon-Assas, elle intègre Sciences Po Paris  où elle décroche un master en management de la culture et des médias en 2007. Elle travaillera par la suite pour l'Agence CAPA et Story Box Press. Elle est aujourd’hui autrice de documentaires et d’enquêtes.
Depuis septembre 2019, en plus de la réalisation de documentaires, elle est auditrice à l'Institut des hautes études de défense nationale. Elle a également écrit la préface du livre Moi, Marat, ex-commandant de l'armée Wagner, Au cœur de l'armée secrète de Vladimir Poutine de Marat Gabidullin. Elle rejoint la promotion 2022 des Young Leaders de la French-American foundation.

## Filmographie
- 2016 : Corvéables à merci - Le Scandale des bonnes asiatiques, TSVP - Tournez S'il Vous Plaît, avec la participation de  France Télévisions
- 2019 : Avortement, les croisés contre-attaquent, réalisé avec Andréa Rawlins-Gaston, Agence CAPA et Arte France avec la participation de la région Île-de-France
- 2019 : Crimes de guerre au Yémen, les complicités européennes, réalisé avec Matthieu Besnard, Agence CAPA et Arte France avec la participation de la chaine Al Jazeera et du CNC
- 2019 : Les Afghans sacrifiés au nom de la paix, Agence CAPA et Arte France avec la participation du CNC
- 2021 : Propagande, les nouveaux manipulateurs, réalisé avec Philippe Lagnier, Agence CAPA, avec la participation de la région Île-de-France, du CNC et du Ministère de la Culture
- 2022 : Wagner, l'armée de l'ombre de Poutine, réalisé avec Ksenia Bolchakova, Agence CAPA avec la participation de France Télévisions et le soutien du CNC[5]

## Distinctions
- Prix Albert-Londres de l'audiovisuel 2022 pour Wagner, l'armée de l'ombre de Poutine récompensant, de l'avis du jury, « une enquête fouillée et implacable », « document[ant] les actions de cette armée de l'ombre, contribuant à nous faire comprendre les enjeux de la géopolitique du Kremlin »[6].
- 2022 : Grand Prix du FIGRA[7]